# The Party's Just Begun Tour
The Party's Just Begun Tour es el título de la segunda gira nacional de The Cheetah Girls. Comenzó el 15 de septiembre de 2006 y finalizó el 4 de marzo de 2007 en Houston, Texas. Contó con 7 colaboraciones en los actos de Apertura.

## Repertorio
Acto de apertura (Vanessa Hudgens)
1. Say OK
2. Too Emotional
3. Let Go
4. Never Underestimate a Girl
5. Come Back to Me

Acto de apertura (Hannah Montana)
1. I Got Nerve
2. Who Said
3. Just Like You
4. The Other Side of Me
5. This is the Life
6. If We Were a Movie
7. Pumpin' Up the Party
8. The Best of Both Worlds

### The Cheetah Girls
1. The Party's Just Begun
2. Shake a Tail Feather
3. Together We Can
4. Route 66
5. If I Never Knew You
6. Girls Just Wanna Have Fun
7. Cheetah-licious
8. Strut
9. I Won't Say (I'm In Love)
10. Falling For You
11. Cinderella
12. Dance With Me (Drew Seleey junto a Sabrina)
13. Step Up
14. Girl Power
15. Cheetah Sisters
16. Amigas Cheetahs

## Producción
En julio de 2006, las cheetahs dijeron a Disney 365, un breve programa así como Hot Summer de Disney Channel, que estarían en los escenarios nuevamente en septiembre de 2006, sin embargo no era seguro, tampoco estaba confirmada la participación de Raven-Symoné en el tour. Sin embargo, en una entrevista más tarde se confirmó que Raven no participaría en la gira. Un anuncio dentro de la banda sonora The Cheetah Girls 2 se confirmó el nombre del Tour "The Party's Just Begun Tour". El concierto se dio a conocer en vivo en un "combo" DVD+CD el 10 de julio de 2007.

## Actos de Apertura y ventas de Entradas
Los actos de apertura de esta gira quedaron a cargo de Miley Cyrus (como Hannah Montana) durante las primeras 20 fechas, Keke Palmer para las próximas 20 fechas y Everlife para las 40 últimas fechas. Jordan Pruitt también fue invitada especial en el recorrido de las primeras 40 ciudades. El grupo T-Squad también fue un invitado especial 5 de las 58 fechas. La gira fue un éxito y la venta de entradas en cada fecha. Para el final de la gira el grupo realizó una presentación en el estadio Reliant de Houston, Texas, con Miley Cyrus como acto de apertura. El concierto fue el más exitoso en dicho estadio desde Elvis Presley. Dentro de 3 minutos, el concierto ya había vendido poco más de 80.000 entradas.

## Nuevas Canciones
The Cheetah Girls realizaron las canciones de todos los álbumes en los que han contribiudo e incluso: la banda sonora de Chiken Little, y todos los CD de Disneymania. También realizaron, "Falling For You", "Girls Just Want to Have Fun" y "Cheetah Licious". Todas canciones nuevas que se registraron para su nuevo álbum TCG, que fue puesto en libertad el 25 de septiembre de 2007. Estas canciones, sin embargo, no se incluyeron en el nuevo álbum.

## Historia
Para la historia de este concierto, el doctor Coolcatz (interpretado por John Cena) The Cheetah Girls lo envía en una misión para averiguar y obtener los tres ingredientes clave para "Growl Power". Los tres componentes son: sueños, el amor y la amistad. Ellos deben encontrar los 3 ingredientes mientras cantan y bailan realizando un espectáculo para sus fanes.

## Fechas del Tour
| Norteamérica             |                                     |                                      |                                          |
| 15 de septiembre de 2006 | Key Arena                           | Seattle, Washington                  | Hannah Montana y Jordan Pruitt           |
| 17 de septiembre de 2006 | Portland Memorial Coliseum          | Portland, Oregón                     | Hannah Montana y Jordan Pruitt           |
| 19 de septiembre de 2006 | HP Pavilion at San Jose             | San José, California                 | Hannah Montana y Jordan Pruitt           |
| 20 de septiembre de 2006 | Stockton Arena                      | Stockton, California                 | Hannah Montana y Jordan Pruitt           |
| 21 de septiembre de 2006 | Gibson Amphitheatre                 | Universal City, California           | Hannah Montana y Jordan Pruitt           |
| 22 de septiembre de 2006 | Save Mart Center                    | Fresno, California                   | Hannah Montana y Jordan Pruitt           |
| 24 de septiembre de 2006 | Dodge Theatre                       | Phoenix, Arizona                     | Hannah Montana y Jordan Pruitt           |
| 26 de septiembre de 2006 | Lecture Hall                        | Denver, Colorado                     | Hannah Montana y Jordan Pruitt           |
| 29 de septiembre de 2006 | Allstate Arena                      | Rosemont, Illinois                   | Hannah Montana y Jordan Pruitt           |
| 30 de septiembre de 2006 | TaxSlayer Center                    | Moline, Illinois                     | Hannah Montana y Everlife                |
| 1 de octubre de 2006     | Fox Theatre                         | San Luis, Misuri                     | Hannah Montana y Jordan Pruitt           |
| 4 de octubre de 2006     | Nokia Theatre                       | Grand Prairie, Texas                 | Hannah Montana y Jordan Pruitt           |
| 5 de octubre de 2006     | AT&T Center                         | San Antonio, Texas                   | Hannah Montana y Jordan Pruitt           |
| 6 de octubre de 2006     | Reliant Arena                       | Houston, Texas                       | Hannah Montana, Jordan Pruitt y Everlife |
| 9 de octubre de 2006     | Jacksonville Arena                  | Jacksonville, Florida                | Hannah Montana y Jordan Pruitt           |
| 10 de octubre de 2006    | BankAtlantic Center                 | Sunrise, Florida                     | Hannah Montana y Everlife                |
| 11 de octubre de 2006    | St. Pete Times Forum                | Tampa, Florida                       | Hannah Montana y Jordan Pruitt           |
| 13 de octubre de 2006    | Arena at Gwinnett Center            | Duluth, Georgia                      | Hannah Montana y Jordan Pruitt           |
| 14 de octubre de 2006    | Cricket Arena                       | Charlotte, Carolina del Norte        | Hannah Montana y Jordan Pruitt           |
| 15 de octubre de 2006    | Ted Constant Convocation Center     | Norfolk, Virginia                    | Vanessa Hudgens y Jordan Pruitt          |
| 17 de octubre de 2006    | D.A.R. Constitution Hall            | Washington D. C.                     | Vanessa Hudgens y Jordan Pruitt          |
| 18 de octubre de 2006    | Hartford Civic Center               | Hartford, Connecticut                | Vanessa Hudgens y Jordan Pruitt          |
| 20 de octubre de 2006    | Nassau Coliseum                     | Uniondale, Nueva York                | Vanessa Hudgens y Jordan Pruitt          |
| 21 de octubre de 2006    | Continental Airlines Arena          | East Rutherford, Nueva Jersey        | Vanessa Hudgens y Jordan Pruitt          |
| 22 de octubre de 2006    | GIANT Center                        | Hershey, Pensilvania                 | Vanessa Hudgens y Jordan Pruitt          |
| 1 de noviembre de 2006   | DCU Center                          | Worcester, Massachusetts             | Vanessa Hudgens y Jordan Pruitt          |
| 3 de noviembre de 2006   | Arena at Harbor Yard                | Bridgeport, Connecticut              | Vanessa Hudgens y Jordan Pruitt          |
| 4 de noviembre de 2006   | Sovereign Center                    | Reading, Pensilvania                 | Vanessa Hudgens y Jordan Pruitt          |
| 5 de noviembre de 2006   | Wachovia Spectrum                   | Filadelfia, Pensilvania              | Vanessa Hudgens y Jordan Pruitt          |
| 8 de noviembre de 2006   | Wolstein Center                     | Cleveland, Ohio                      | Vanessa Hudgens y Jordan Pruitt          |
| 9 de noviembre de 2006   | Nationwide Arena                    | Columbus, Ohio                       | Vanessa Hudgens                          |
| 10 de noviembre de 2006  | Masonic Temple Theatre              | Detroit, Míchigan                    | Vanessa Hudgens y Jordan Pruitt          |
| 12 de noviembre de 2006  | Qwest Center                        | Omaha, Nebraska                      | Vanessa Hudgens y Jordan Pruitt          |
| 14 de noviembre de 2006  | Milwaukee Theatre                   | Milwaukee, Wisconsin                 | Vanessa Hudgens y Jordan Pruitt          |
| 15 de noviembre de 2006  | Xcel Energy Center                  | Saint Paul. Minnesota                | Vanessa Hudgens y Jordan Pruitt          |
| Centro América           |                                     |                                      |                                          |
| 18 de noviembre de 2006  | Coliseo José Miguel Agrelot         | Hato Rey, Puerto Rico                | Angels y Los Nenes                       |
| Norteamérica             |                                     |                                      |                                          |
| 27 de noviembre de 2006  | Tulsa Convention Center             | Tulsa, Oklahoma                      | Everlife                                 |
| 29 de noviembre de 2006  | American Bank Center                | Corpus Christi, Texas                | Everlife                                 |
| 30 de noviembre de 2006  | Dodge Arena                         | Hidalgo, Texas                       | Everlife                                 |
| 2 de diciembre de 2006   | Alltel Arena                        | North Little Rock, Arkansas          | Everlife                                 |
| 3 de diciembre de 2006   | CenturyTel Center                   | Bossier City, Luisiana               | Everlife                                 |
| 5 de diciembre de 2006   | FedExForum                          | Memphis, Tennessee                   | Everlife                                 |
| 6 de diciembre de 2006   | Gaylord Entertainment Center        | Nashville, Tennessee                 | Everlife                                 |
| 8 de diciembre de 2006   | Roberts Stadium                     | Evansville, Indiana                  | Everlife                                 |
| 11 de diciembre de 2006  | Van Andel Arena                     | Grand Rapids, Míchigan               | Everlife                                 |
| 12 de diciembre de 2006  | John Labbat Centre                  | London, ontario                      | Everlife                                 |
| 13 de diciembre de 2006  | Air Canada Center                   | Toronto, Ontario                     | Everlife                                 |
| 15 de diciembre de 2006  | Verizon Wireless Center             | Mánchester, Nuevo Hampshire          | Everlife                                 |
| 16 de diciembre de 2006  | Boardwark Hall                      | Atlantic City, Nuevo Jersey          | Everlife                                 |
| 17 de diciembre de 2006  | Mellon Arena                        | Pittsburgh, Pensilvania              | Everlife                                 |
| 19 de diciembre de 2006  | Soverign Bank Arena                 | Trenton, Nuevo Jersey                | Everlife                                 |
| 20 de diciembre de 2006  | Arena at Harbor Yard                | Bridgeport, Connecticut              | Everlife                                 |
| 21 de diciembre de 2006  | Nassau Veterans Memorial Coliseum   | Uniondale, Nueva York                | Everlife                                 |
| 29 de diciembre de 2006  | North Charleston Coliseum           | South Charleston, Carolina del Norte | Everlife                                 |
| 30 de diciembre de 2006  | BI-LO Center                        | Greenville, Carolna del Sur          | Everlife                                 |
| 31 de diciembre de 2006  | Gwinett Center                      | Duluth, Georgia                      | Everlife                                 |
| 3 de enero de 2007       | Nokia Theatre                       | Grand Prairie, Texas                 | Everlife                                 |
| 5 de enero de 2007       | Frank Erwin Center                  | Austin, Texas                        | Everlife                                 |
| 6 de enero de 2007       | Laredo Entertainment Center         | Laredo, Texas                        | Everlife                                 |
| 7 de enero de 2007       | AT&T Center                         | San Antonio, Texas                   | Everlife                                 |
| 9 de enero de 2007       | UTEP Don Haskins Center             | El Paso, Texas                       | Everlife y T-Squad                       |
| 12 de enero de 2007      | Honda Center                        | Anaheim, California                  | Everlife y T-Squad                       |
| 13 de enero de 2007      | iPay One Center at the Sports Arena | San Diego, California                | Everlife y T-Squad                       |
| 14 de enero de 2007      | Thomas and Mack Center              | Las Vegas, Nevada                    | Everlife y T-Squad                       |
| 3 de febrero de 2007     | Neal S. Blaisdell Arena             | Honolulu, Hawái                      | Everlife                                 |
| 4 de febrero de 2007     | Neal S. Blaisdell Arena             | Honolulu, Hawái                      | Everlife                                 |
| 4 de marzo de 2007       | Reliant Stadium                     | Houston, Texas                       | Hannah Montana                           |

## Álbum
El 10 de julio de 2007 se lanzó el álbum en vivo de la gira en un pack CD+DVD.

## Tour 2008
The Cheetah Girls anunciaron en Good Morning America, el 12 de octubre de 2007 que estarían de gira nuevamente en algún momento de 2008 para promover su álbum TCG y la música de su próxima película The Cheetah Girls: One World, que saldrá al aire en Estados Unidos durante el verano en 2008.
- Datos: Q6145002